# Джинетти, Марцио
Марцио Джинетти (итал. Marzio Ginetti; 7 февраля 1586, Веллетри, Папская область — 1 марта 1671, Рим, Папская область) — итальянский куриальный кардинал. Секретарь Конгрегации Священной Консульты с 16 декабря 1623 по 30 августа 1627. Магистр Папской Палаты и префект Апостольского дворца с 5 февраля 1626 по 30 августа 1627. Префект Конгрегации границ с 1 октября 1627 по 2 октября 1629. Генеральный викарий Рима со 2 октября 1629 по 1 марта 1671. Префект Священной Конгрегации по делам епископов и монашествующих с 28 марта 1635 по 1 марта 1671. Апостольский легат в Ферраре с 19 ноября 1640 по 30 ноября 1642. Префект Священной конгрегации церковного иммунитета с 15 сентября 1644 по 1 марта 1671. Префект Священной конгрегации резиденции епископов с 11 сентября 1646 по 1 марта 1671. Префект Священной Конгрегации Священной Индекса с 10 ноября 1661 по 1 марта 1671. Префект Священной конгрегации обрядов с 28 июня 1663 по 1 марта 1671. Вице-декан Священной Коллегии Кардиналов с 11 октября 1666 по 1 марта 1671. Кардинал in pectore с 19 января 1626 по 30 августа 1627. Кардинал-дьякон с 30 августа 1627, с титулярной диаконией Санта-Мария-Нуово с 6 октября 1627 по 6 февраля 1634. Кардинал-дьякон с титулярной диаконией Сант-Анджело-ин-Пескерия с 6 февраля 1634 по 14 марта 1644. Кардинал-дьякон с титулярной диаконией Сант-Эустакьо с 14 марта по 17 октября 1644. Кардинал-священник с титулом церкви Санта-Мария-дельи-Анджели-э-дей-Мартири с 17 октября 1644 по 19 февраля 1646. Кардинал-священник с титулом церкви Сан-Пьетро-ин-Винколи с 19 февраля 1646 по 23 сентября 1652. Кардинал-священник с титулом церкви Санта-Мария-ин-Трастевере с 23 сентября 1652 по 9 июня 1653. Кардинал-епископ Альбано с 9 июня 1653 по 2 июля 1663. Кардинал-епископ Сабины с 2 июля 1663 по 11 октября 1666. Кардинал-епископ Порто и Санта-Руфина с 11 октября 1666 по 1 марта 1671.